# Call of Duty 4: Modern Warfare
Call of Duty 4: Modern Warfare је рачунарска игра из серије игара Call of Duty (превод: Зов дужности) коју су осмислиле програмерске куће Инфинити Вард, (Infinity Ward) и Аспир Медија (Aspyr Media), а издао Активижн (Activision). Ово је прва игра из серије у којој није тема Други светски рат.

## Игра
Прича игре се одвија око измишљеног сукоба у блиској будућности у ком учествују Сједињене Државе, Уједињено Краљевство и Русија, који се боре против руских ултранационалиста у Русији растрзаној грађанским ратом и против побуњеника који су извели државни удар у малој блискоисточној држави. Игра се прелази из перспективе америчког маринца и британског САС специјалца, а радња се одвија на Блиском истоку, Азербејџану, Русији и Припјату (Украјина).

## Мултиплејер
Режим са више играча за игру се махом разликује од претходних делова. Типови игре су исти, с тим што су уведене неке новине. Играчи сада, за разлику од других делова игре, скупљају поене убијајући играче из противничког тима. Скупљајући поене, играчи прелазе нивое, а максималан ниво који играч може постигнути је 55. Такође, побољшавајући се, играч на располагању добија све боља оружја, што је слично као и у Ган: Гејм мод-у у претходним верзијама игре, који је изостављен из овог дела.